# J. Samuel White
A J. Samuel White & Co. Ltd. foi um estaleiro naval britânico sediado na Ilha de Wight. A empresa foi fundada no início do século XIX por Thomas White, que comprou um dos estaleiros localizados na área da foz do rio Medina, o Estaleiro Thetis, iniciando suas operações oficialmente em outubro de 1815. Pelos anos seguintes, White e seus filhos compraram vários outros estaleiros próximos, por fim combinando-os em uma única empresa com o nome de J. Samuel White a partir de 1860.
Pelo mais de um século seguinte a empresa construiu vários navios de diferentes tipos, também expandindo para produzir outros produtos, como pontes flutuantes, botes salva-vidas, aeronaves e até mesmo máquinas de sorvete. A J. Samuel White construiu seu último navio em meados da década de 1960, porém continuou a operar até finalmente fechar em 1981.